# Hippopsis minima
Hippopsis minima es una especie de escarabajo longicornio del género Hippopsis, tribu Agapanthiini, subfamilia Lamiinae. Fue descrita científicamente por Galileo y Martins en 1988.

## Descripción
Mide 7,8-8,1 milímetros de longitud.

## Distribución
Se distribuye por Brasil y Guyana.